# Kup europskih prvaka 1980./81. (vaterpolo)
Kup europskih prvaka 1980./81. u vaterpolu igralo je 8 momčadi.
Momčadi su bile raspoređene u dvije skupine. U prvoj skupini su dalje prošli Jug i Vasas (ispali Barcelona i Marseille), a u drugoj Spandau i Ethnikos (ispali De Robben i SKK Stockholm). Od klubova koji su prošli skupinu formirana je nova skupina:
Utakmice završne skupine igrane su u Kuparima. 

## Završna skupina
- Jug - Ethnikos 9:6
- Vasas - Spandau 8:2

- Jug - Spandau 4:6
- Vasas - Ethnikos 4:4

- Jug - Vasas 8:2
- Spandau - Ethnikos 7:5

### Krajnji poredak
- Jug Dubrovnik 4, +7
- Spandau 4, -2
- Vasas 3
- Ethnikos 1

Domaćin Jug (prvak Jugoslavije) postao je prvi put prvakom Europe boljom gol-razlikom naspram momčadi Spandaua koja je imala isti broj bodova.
Sastav momčadi Juga: Tomić, Ðuro Savinović, Dubravko Staničić, Božo Vuletić, Veselin Đuho, Boško Lozica, Niko Matušić, Luko Vuletić, Goran Sukno, Ivica Dabrović, Gojko Vukašinović